# Gunnar Sønstevold

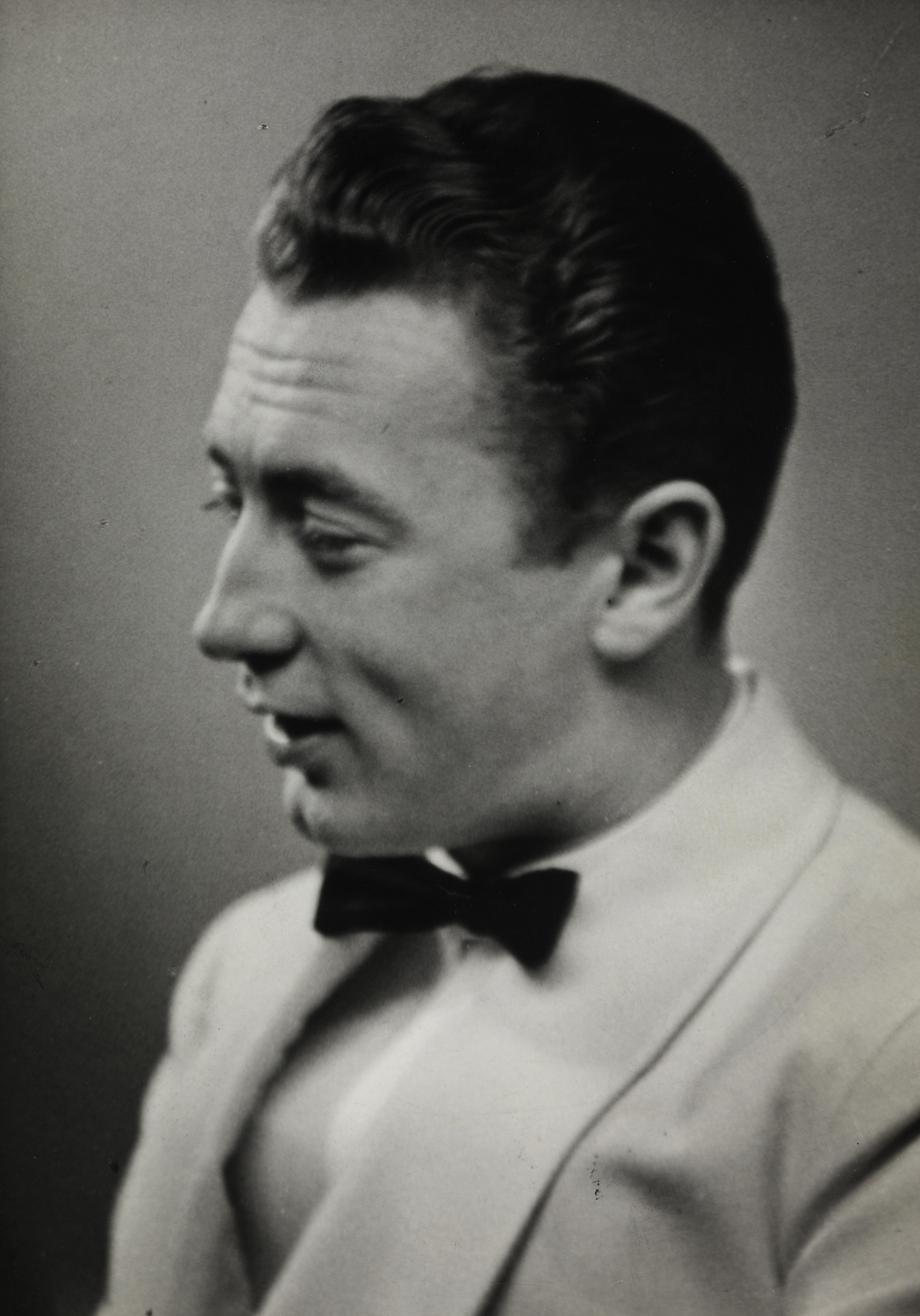

Gunnar Sønstevold, född 26 november 1912, död 18 oktober 1991, var en norsk kompositör. Han var gift med kompositören Maj Sønstevold.
Sønstevold studerade piano för Nils Larsen och Erling Westher. På 1930-talet utmärkte han sig som jazzpianist i gruppen Funny Boys. Under tyska ockupationen uppehöll han sig som flykting i Sverige där han kom i kontakt med det som skulle bli den berömda måndagsgruppen. Gruppens ledare var kompositören Hilding Rosenberg som även blev Sønstevolds lärare i komposition. 
Efter kriget återvände han till Norge och arbetade med komposition av film och teatermusik. Perioden 1960-1967 studerade han Komposition vid Hochschule für Musik und Darstellende Kunst i Wien. 
1967 anställdes han som musikalisk ledare vid Norsk rikskringkasting. Han har även undervisat vid institutet för musikvetenskap Oslo Universitet.

## Filmmusik (urval)
- 1944 – Vändkorset
- 1944 – Lev farligt
- 1946 – Englandsfarare
- 1947 – Sankt Hans fest
- 1948 – Den hemlighetsfulla våningen
- 1948 – Dit vindarna bär
- 1949 – Vi flyger på Rio
- 1951 – Dei svarte hestane
- 1951 – Flukten fra Dakar
- 1951 – Ukjent mann
- 1952 – Nödlandning
- 1952 – Musikk på loftet
- 1953 – Selkvinnen
- 1953 – Flukt fra paradiset
- 1954 – Cirkus Fandango
- 1954 – Roald Amundsen
- 1955 – Barn av solen
- 1956 – På solsiden
- 1957 – Fjols til fjells
- 1957 – Toya – vilse i fjällen
- 1958 – Ut av mørket
- 1958 – Pastor Jarman kommer hjem
- 1958 – Høysommer
- 1959 – Herren och hans tjänare
- 1960 – Omringad
- 1961 – Bussen
- 1962 – Kalde spor
- 1963 – Om Tilla
- 1968 – Bare et liv – historien om Fridtjof Nansen
- 1969 – Huset på grensen
- 1969 – An-Magritt
- 1970 – Antigone